# Umufumu
L'umufumu (o mufumu, o umukhomu) è uno stregone africano, tipico del Burundi ; la figura vive sulle colline e mantiene generalmente segreta la propria identità. Gli sono attribuite capacità di guaritore dalle patologie mediche e dagli avvelenamenti: questi ultimi sono un problema particolarmente sentito, a causa della loro diffusione nel paese come sistema di regolamento di conti fra nemici.
Il metodo tradizionale di cura prevede la somministrazione di preparati a base di erbe. Oltre a ciò l'umufumu pratica rituali magici intesi a togliere le fatture e il malocchio; ma come rimedia alle maledizioni è eventualmente anche capace di scagliarne.